# Malibu Country
Malibu Country (2012–2013) – amerykański serial komediowy stworzony przez Dave'a A. Stewarta i Davida Harrisa. Wyprodukowany przez ABC Studios i Laura Ziskin Productions.
Światowa premiera serialu miała miejsce 2 listopada 2012 roku na antenie ABC po serialu Ostatni prawdziwy mężczyzna. 10 maja 2013 ABC zaniechało realizacji serialu po pierwszym sezonie.

## Opis fabuły
Serial opowiada o kobiecie zwanej Reba, która rozwodzi się z mężem, gwiazdorem, który ją zdradził. Wyprowadza się z dziećmi z Nashville do Malibu w Kalifornii, gdzie stara się odbudować własną karierę i ułożyć na nowo życie.

## Obsada

### Główni
- Reba McEntire jako Reba Gallagher (zd. Mackenzie)
- Lily Tomlin jako Lillie Mae
- Sara Rue jako Kim
- Justin Prentice jako Cash Gallagher
- Juliette Angelo jako June Gallagher
- Jai Rodriguez jako Geoffrey

### Pozostali
- Jeffrey Nordling jako Bobby Gallagher
- Hudson Thames jako Sage

## Spis odcinków
| Światowa premiera | N/o | Angielski tytuł        |
| ----------------- | --- | ---------------------- |
|                   |     |                        |
| SERIA PIERWSZA    |     |                        |
|                   |     |                        |
| 02.11.2012        | 01  | Pilot                  |
|                   |     |                        |
| 09.11.2012        | 02  | Baby Steps             |
|                   |     |                        |
| 16.11.2012        | 03  | Shell Games            |
|                   |     |                        |
| 23.11.2012        | 04  | Cash's Car             |
|                   |     |                        |
| 30.11.2012        | 05  | Not with My Daughter   |
|                   |     |                        |
| 07.12.2012        | 06  | Bro Code               |
|                   |     |                        |
| 14.12.2012        | 07  | Merry Malibu Christmas |
|                   |     |                        |
| 04.01.2013        | 08  | Push Comes to Shove    |
|                   |     |                        |